# PANG
PANG（パン）は神戸出身のレゲエ・シンガーソングライターである。
阪神大震災を機に家族と東京へ移住し、のちに東京で音楽活動を始める。

## 来歴
2003年avex内レーベル・cutting edgeよりメジャーデビュー。
MEGARYUやleccaとのコラボレーションでも知られる。
現在はJAMA-ICHIのメンバーらとライブを中心に活動している。
近年は自らウクレレを弾くなど、ハワイアン・レゲエに影響を受けた音楽が増えている。

## ディスコグラフィー

### シングル
- トロピカル・アイランド（2005年4月27日）
- 風の楽園-テーマ・オブ・マダガスカル-（2005年8月17日）
- 大丈夫だよ（2007年4月11日）※九州・沖縄限定販売
- きずな feat.MEGARYU（2007年5月9日）
- ありがとう ~thank you~（2011年）※現在はライブ会場のみ販売
- 夏GIRL（2014年）※配信のみ・３曲
- PRAY FOR YOU （2017年）※会場限定CDR・２曲入り

### ミニアルバム
- ペゾラ（2003年6月18日）
- 晴れ（2003年11月6日）
- ゆらり（2004年3月3日）
- あはっ!（2004年6月30日）
- stage by stage（2005年2月23日）
- Rela～x（2006年2月22日）
- もしも（2008年4月16日）

### アルバム
- PANG（2005年6月29日）
- PANG Ⅱ（2006年6月28日）
- PANGⅢ～絆～（2007年7月4日）
- PANG 4 YOU（2008年7月23日）
- PANG 5☆STAR (2009年6月03日)

### その他
- MEGARYU「消えない宝(feat.PANG & lecca)」
- 「流派-R」TV SOUNDTRACK 邦楽編（2007年11月7日）

　テレビ東京系「流派-R」の オフィシャルコンピレーションアルバム
　「Fall in Love」収録
- IRIE IRIE　～J-Reggae DIVA Compilation～　（2008年8月6日）

　女性レゲエシンガー・コンピレーションアルバム　「ず～っと・・・」収録